# 短颌沙鲽
短颌沙鲽（学名：Samariscus inornatus）为輻鰭魚綱鰈形目鰈亞目冠鲽科沙鲽属的鱼类，俗名素满月鲽。分布于阿拉伯半岛亚丁湾以及台湾南部等，棲息深度238-260公尺，體長可達11.5公分，棲息在底層水域，生活習性不明。该物种的模式产地在亚丁湾。